# كارمل بوسوتيل
كارمل بوسوتيل (بالإنجليزية: Carmel Busuttil)‏ مواليد 29 فبراير 1964 في الرابات، مالطا، هو لاعب كرة قدم مالطي سابق كان يلعب كمهاجم. لعب خلال مسيرته 435 مباراة سجل خلالها 164 هدفاً.

## المسيرة الاحترافية

### أندية لعب لها
- نادي جينك
- سلايما واندريرز

## روابط خارجية
- كارمل بوسوتيل على موقع الاتحاد الأوربي (الإنجليزية)
- كارمل بوسوتيل على موقع قاعدة بيانات كرة القدم.إي يو (الإنجليزية)
- كارمل بوسوتيل على موقع ناشيونال فوتبول تيمز (الإنجليزية)
- كارمل بوسوتيل على موقع عالم كرة القدم.نت (الإنجليزية)